# Ludwig Immanuel Magnus
Ludwig Immanuel Magnus, född den 15 mars 1790 i Berlin, död den 25 september 1861 på samma plats, var en tysk-judisk matematiker som är mest känd för sin avhandling Nouvelle méthode pour découvrir des théorèmes de géométrie, publicerad 1832, vilken var ett betydnade bidrag till den tidiga inversiva geometrin, och tredje delen av verket Meyer Hirsch's Sammlung geometrisher Aufgaben utgiven 1833. För den senare tilldelades Magnus ett hedersdoktorat av Bonns universitet 1834. I denna bok är Magnus möjligen den förste att använda identitetssymbolen ({\displaystyle \equiv }).).
Ludwig Magnus var kusin till Gustav Magnus.